# ولینگ (اکلاهما)
ولینگ(به انگلیسی: Welling) شهری در ایالت اکلاهما کشور ایالات متحده آمریکا است که جمعیت آن در سرشماری سال ۲۰۱۰ میلادی، ۷۷۱ نفر بوده‌است.